# Стабијуцо (Тревизо)
Стабијуцо је насеље у Италији у округу Тревизо, региону Венето.
Према процени из 2011. у насељу је живело 333 становника. Насеље се налази на надморској висини од 21 м.